# Gary O'Donovan
Gary O'Donovan (Skibbereen, 30 de dezembro de 1992) é um remador irlandês, medalhista olímpico.

## Carreira
O'Donovan competiu nos Jogos Olímpicos de 2016, no Rio de Janeiro, na prova do skiff duplo leve, onde conquistou a medalha de prata com o seu irmão Paul O'Donovan.